# Хімік (волейбольний клуб, Южне)
«Хімік» — жіночий волейбольний клуб з м. Южне (тепер — Південне), Україна. Заснований у 2001 році. Виступає в Українській Суперлізі. В сезоні 2001—02 виступав під назвою «СДЮШОР-Хімік». З 2002 року виступає під назвою «Хімік». Найтитулованіший клуб (16 трофеїв) в жіночому волейболі України: 9-разовий чемпіон, 7-разовий володар Кубка України та 4-разовий володар Суперкубка. Півфіналіст Кубка виклику ЄКВ (сезон 2014/2015). Найбільш титулована команда в історії одеського спорту. Після завершення сезону 2021/2022 професіональна команда «Хімік» припинила своє існування

## Історія
Команда заснована у 2001 році під назвою «СДЮШОР-Хімік». У сезоні 2001/2002 дебютувала у чемпіонаті України серед команд першої ліги. За підсумками сезону колектив завоював бронзові медалі. За команду виступали Катерина Степанова, Станіслава Начинова, Юлія Ангеллова, Світлана Веріна, Надія Лавренова, Антоніна Полякова, Татяна Шечкова, Євгенія Александрова, Ксенія Остапенко, Олена Левентій, Олександра Ніколаєва, Дарія Степановська (Голуб), Надія Смоленська, Марина Далекарей, Марія Каташинська, Катерина Говорова, Ольга Зінченко. Тренери: Валерій Начинов, Євген Ніколаєв.
У 2002 році команду «СДЮШОР-Хімік» перейменовано у «Хімік». У сезоні 2002/2003 команда, укомплектована представницями Одеси і Южного, посіла 1-ше місце і завоювала путівку у вищу лігу. За команду грали Олена Ісаєва, Алла Васильєва, Антоніна Полякова, Татяна Шечкова, Олександра Ніколаєва, Дарія Степановська (Голуб), Надія Смоленська, Марина Делекарей, Марія Каташинська, Катерина Говорова, Ольга Зінченко. Тренери — Євген Ніколаєв, Олена Соколовська.
У сезоні 2003/2004 дебютувала у вищій лізі, і за підсумками чемпіонату посіла 8-ме місце і вибула до першої ліги. До команди, на допомогу молодим гравцям, були запрошені досвідчені Анжела Гордієнко і Олена Чорна. У тому сезоні кольори «Хіміка» захищали: Олена Ісаєва, Анжела Гордієнко, Олена Чорна, Алла Васильєва, Антоніна Полякова, Татяна Шечкова, Олександра Ніколаєва, Дарія Степановська (Голуб), Надія Смоленська, Марина Далекарей, Марія Каташинська, Екатерина Говорова, Інга Соколовська, Ольга Зінченко. Тренери — Євген Ніколаєв, Олена Соколовська.
У сезоні 2004/2005 «Хімік» посів 1-ше місце і повернувся у вищу лігу. За команду виступали: Юлія Герасимова, Анжела Гордієнко, Ірина Брезгун, Олександра Ніколаєва, Дарія Степановська (Голуб), Надія Смоленська, Марина Делекарей, Марія Каташинська, Катерина Говорова, Ольга Зінченко. Головний тренер — Євген Ніколаєв.
У сезоні 2005/2006 склад команди не зазнав змін. На першому етапі «Хімік» здобув всього 8 перемог у 28 матчах, утім, у турнірі команд, які боролися за місця з 5-го по 8-ме, покращив свої показники, здобувши сім перемог у 12 матчах. У підсумку «Хімік» за кількістю перемог розділив 6-те —7-ме місця з командою Вінниці, поступившись супернику лише за співвідношенням партій. У тому сезоні кольори захищали: Юлія Герасимова, Анжела Гордієнко, Ірина Брезгун, Олександра Ніколаєва, Дарія Степановська (Голуб), Надія Смоленська, Марина Делекарей, Марія Каташинська, Катерина Говорова, Ольга Зінченко. Головний тренер — Євген Ніколаєв.
У сезоні 2006/2007 колектив поповнила Оксана Бібік. «Хімік» покращив свої результати у порівнянні з попереднім сезоном. 5-те місце на першому етапі з 13 перемогами у 28 матчах. На другому етапі «Хімік» закріпився на 5-му місці, збільшивши відрив від 6-го місця від трьох до восьми перемог. За «Хімік» виступали: Юлія Герасимова, Наталія Лукошкіна, Татяна Шечкова, Анжела Гордієнко, Ірина Брезгун, Олександра Ніколаєва, Дарія Степановська (Голуб), Надія Смоленська, Марина Делекарей, Катерина Говорова, Ольга Зінченко, Оксана Бібік. Головний тренер — Євген Ніколаєв.
У сезоні 2007/2008 колектив поповнили три виконавиці. За підсумками чемпіонату «Хімік» посів 6-те місце. Склад: Юлія Герасимова, Ганна Матушкіна, Наталія Лисенко, Вікторія Фаринюк, Анжела Гордієнко, Ірина Брезгун, Олександра Ніколаєва, Дарія Степановська (Голуб), Надія Смоленська, Марина Делекарей, Катерина Говорова, Ольга Зінченко, Оксана Бібік. Головний тренер — Євген Ніколаєв.
У сезоні 2008/2009 до команди приєднались гравці Суперліги. «Хімік» посів друге місце на першому етапі. У серії плей-оф команда виборола путівку у Суперлігу. За «Хімік» виступали: Катерина Смірнова, Олена Дашко, Юлія Герасимова, Ірина Брезгун, Дарія Степановська (Голуб), Наталія Захарчук, Ганна Кудакова, Олена Новгородченко, Оксана Бібік, Ольга Леженкіна. Головний тренер — Євген Ніколаєв.
У сезоні 2009/2010 команда дебютувала в Суперлізі. За підсумками сезону посіла 6-те місце.
У сезоні 2010/2011 у команду прийшли Світлана Оболонська, Катерина Кальченко, Юлія Шелухіна і Яніна Журовська. «Хімік» дебютував у Кубку Виклику.

## Склад
Склад «Хіміка» в останньому сезоні 2021/2022:
| Номер | Прізвище, Ім'я         | Позиція               | Зріст | Рік народження | Висота атаки | Висота блоку |
| ----- | ---------------------- | --------------------- | ----- | -------------- | ------------ | ------------ |
| 1     | Кириченко Ганна        | Догравальний          | 188   | 1991           | 305          | 290          |
| 3     | Дзюба Поліна           | Діагональний          | 185   | 2004           | 285          | 270          |
| 4     | Політанська Алла       | Пасуючий              | 185   | 1988           | 305          | 290          |
| 6     | Нємцева Кристина       | Ліберо                | 165   | 1998           | 255          | 235          |
| 7     | Коломієць Інна         | Пасуючий              | 182   | 1994           | 305          | 285          |
| 8     | Фролова Катерина       | Центральний блокуючий | 190   | 1989           | 300          | 280          |
| 10    | Степановська Дар'я     | Догравальний          | 177   | 1986           | 285          | 265          |
| 11    | Нікольнікова Анастасія | Центральний блокуючий | 192   | 2004           | 305          | 285          |
| 12    | Сінгх Аніта            | Ліберо                | 178   | 2000           | 280          | 265          |
| 15    | Микитюк Юлія           | Центральний блокуючий | 195   | 1998           | 310          | 295          |
| 16    | Маєвська Анастасія     | Центральний блокуючий | 190   | 2001           | 304          | 285          |
| 17    | Хобер Євгенія          | Діагональний          | 188   | 2001           | 305          | 286          |
| 18    | Деніна Інна            | Догравальний          | 180   | 1992           | 295          | 280          |

Керівництво клубу
- Головний тренер — Євген Ніколаєв
- Тренер — Анжела Гордієнко
- Тренер — Дмитро Марюхніч
- Статистик — Бугаков Володимир
- Масажист — Костянтин Шпадій

## Статистика виступів

### Чемпіонат України
| Сезон   | Ліга           | І  | В  | П  | Р/П    | Р/О       | Результат     | Тренери                           |
| ------- | -------------- | -- | -- | -- | ------ | --------- | ------------- | --------------------------------- |
| 2001/02 | Перша ліга     | 21 | 9  | 12 | 35-40  | 1633-1666 | 3-тє місце    | Валерій Начинов                   |
| 2002/03 | Перша ліга     | 18 | 13 | 5  | 40-21  | 1349-1174 | 1-ше місце    | Євген Ніколаєв                    |
| 2003/04 | Вища ліга      | 34 | 8  | 26 | 39-88  | 2413-2778 | 8-ме місце    | Євген Ніколаєв, Олена Соколовська |
| 2003/04 | Перехідні ігри | 3  | 0  | 3  | 0-9    | 117-152   | 8-ме місце    | Олена Соколовська                 |
| 2004/05 | Перша ліга     | 18 | 15 | 3  | 51-21  | 1648-1408 | 1-ше місце    | Євген Ніколаєв                    |
| 2005/06 | Вища ліга      | 40 | 15 | 25 | 59-87  | 3065-3269 | 7-ме місце    | Євген Ніколаєв                    |
| 2006/07 | Вища ліга      | 40 | 24 | 16 | 87-68  | 3429-3259 | 5-те місце    | Євген Ніколаєв                    |
| 2007/08 | Вища ліга      | 34 | 15 | 19 | 58-70  | 2715-2804 | 6-те місце    | Євген Ніколаєв                    |
| 2008/09 | Вища ліга      | 32 | 25 | 7  | 82-35  | 2755-2306 | 1-ше місце    | Євген Ніколаєв                    |
| 2009/10 | Суперліга      | 37 | 21 | 16 | 73-56  | 2863-2735 | 5-те місце    | Євген Ніколаєв                    |
| 2010/11 | Суперліга      | 35 | 28 | 7  | 92-45  | 3109-2786 | 1-ше місце    | Євген Ніколаєв                    |
| 2011/12 | Суперліга      | 30 | 26 | 4  | 83-38  | 2770-2392 | 1-ше місце    | Євген Ніколаєв                    |
| 2012/13 | Суперліга      | 34 | 31 | 3  | 95-14  | 2681-1969 | 1-ше місце    | Сергій Голотов                    |
| 2013/14 | Суперліга      | 34 | 32 | 2  | 99-16  | 2774-2116 | 1-ше місце    | Сергій Голотов                    |
| 2014/15 | Суперліга      | 40 | 38 | 2  | 118-18 | 3307-2450 | 1-ше місце    | Сергій Голотов                    |
| 2015/16 | Суперліга      | 40 | 36 | 4  | 109-28 | 3283-2488 | 1-ше місце    | Сергій Голотов                    |
| 2016/17 | Суперліга      | 34 | 34 | 0  | 102-5  | 2659-1776 | 1-ше місце    | Андрій Романович                  |
| 2017/18 | Суперліга      | 34 | 34 | 0  | 102-7  | 2679-1727 | 1-ше місце    | Андрій Романович                  |
| 2018/19 | Суперліга      | 34 | 33 | 1  | 101-12 | 2782-2037 | 1-ше місце    | Євген Ніколаєв                    |
| 2019/20 | Суперліга      | 28 | 24 | 4  | 74-18  | 2231-1675 | не завершений | Євген Ніколаєв                    |
| 2020/21 | Суперліга      | 24 | 19 | 5  |        |           | 2-ге місце    | Євген Ніколаєв                    |
| 2021/22 | Суперліга      | 18 | 14 | 4  |        | 1236—1088 | 2-ге місце    | Євген Ніколаєв                    |

### Кубок України
| Сезон   | Стадія     | І | В | П | Р/П  | Р/О     | Результат  | Тренери          |
| ------- | ---------- | - | - | - | ---- | ------- | ---------- | ---------------- |
| 2003/04 | 1 етап     | 3 | 0 | 3 | 0-9  | 137-225 | 4-те місце | Євген Ніколаєв   |
| 2005/06 | 1 етап     | 3 | 0 | 3 | 1-9  | 163-250 | 4-те місце | Євген Ніколаєв   |
| 2006/07 | 2 етап     | 6 | 1 | 5 | 7-17 | 472-550 | 4-те місце | Євген Ніколаєв   |
| 2007/08 | 1 етап     | 3 | 1 | 2 | 4-8  | 236-275 | 3-тє місце | Євген Ніколаєв   |
| 2008/09 | 1 етап     | 3 | 1 | 2 | 4-6  | 225-215 | 3-тє місце | Євген Ніколаєв   |
| 2009/10 | 1 етап     | 3 | 1 | 2 | 4-8  | 243-258 | 3-тє місце | Євген Ніколаєв   |
| 2010/11 | Фінал      | 8 | 6 | 2 | 20-8 | 621-564 | 2-ге місце | Євген Ніколаєв   |
| 2011/12 | Фінал      | 7 | 5 | 2 | 18-9 | 610-559 | 2-ге місце | Євген Ніколаєв   |
| 2012/13 | 1/2 фіналу | 5 | 4 | 1 | 13-6 | 450-350 | 3-тє місце | Сергій Голотов   |
| 2013/14 | Фінал      | 5 | 5 | 0 | 15-0 | 375-248 | 1-ше місце | Сергій Голотов   |
| 2014/15 | Фінал      | 2 | 2 | 0 | 6-0  | 150-95  | 1-ше місце | Сергій Голотов   |
| 2015/16 | Фінал      | 5 | 5 | 0 | 15-0 | 375-221 | 1-ше місце | Сергій Голотов   |
| 2016/17 | Фінал      | 1 | 1 | 0 | 3-0  | 75-57   | 1-ше місце | Андрій Романович |
| 2017/18 | Фінал      | 3 | 3 | 0 | 9-0  | 226-158 | 1-ше місце | Андрій Романович |
| 2018/19 | Фінал      | 5 | 5 | 0 | 15-0 | 375-229 | 1-ше місце | Євген Ніколаєв   |
| 2019/20 | Фінал      | 8 | 8 | 0 | 24-5 | 705-512 | 1-ше місце | Євген Ніколаєв   |
| 2020/21 | Фінал      | 7 | 5 | 2 | 17—6 |         | 2-ге місце | Євген Ніколаєв   |
| 2021/22 | Фінал      | 7 | 5 | 2 | 15—8 |         | 2-ге місце | Євген Ніколаєв   |

### Суперкубок України
| Сезон | Стадія   | І | В | П | Р/П | Р/О     | Результат  | Тренери          |
| ----- | -------- | - | - | - | --- | ------- | ---------- | ---------------- |
| 2016  | Фінал    | 1 | 1 | 0 | 3-0 | 75-36   | 1-ше місце | Андрій Романович |
| 2017  | Фінал    | 1 | 1 | 0 | 3-1 | 94-73   | 1-ше місце | Андрій Романович |
| 2018  | Фінал    | 1 | 1 | 0 | 3-0 | 75-42   | 1-ше місце | Андрій Романович |
| 2019  | Фінал    | 1 | 1 | 0 | 3-0 | 75-57   | 1-ше місце | Євген Ніколаєв   |
| 2020  | Фінал    | 1 | 0 | 1 | 2-3 | 111-109 | 2-ге місце | Євген Ніколаєв   |
| 2021  | Півфінал | 1 | 0 | 1 | 2-3 | 53-75   | 3-4 місце  | Євген Ніколаєв   |

### Європейські кубки
| Сезон   | Турнір         | І  | В | П | Р/П   | Р/О     | Результат         | Тренери          |
| ------- | -------------- | -- | - | - | ----- | ------- | ----------------- | ---------------- |
| 2010/11 | Кубок виклику  | 6  | 2 | 4 | 9-14  | 452-493 | 1/8 фіналу        | Євген Ніколаєв   |
| 2011/12 | Кубок ЄКВ      | 2  | 0 | 2 | 1-4   | 145-172 | 1/16 фіналу       | Євген Ніколаєв   |
| 2011/12 | Кубок виклику  | 4  | 2 | 2 | 10-7  | 392-380 | 1/8 фіналу        | Євген Ніколаєв   |
| 2012/13 | Кубок ЄКВ      | 2  | 1 | 1 | 4-5   | 189-215 | 1/16 фіналу       | Сергій Голотов   |
| 2012/13 | Кубок виклику  | 6  | 5 | 1 | 17-4  | 519-419 | 1/4 фіналу        | Сергій Голотов   |
| 2013/14 | Кубок ЄКВ      | 8  | 6 | 2 | 19-10 | 714-641 | челендж-раунд     | Сергій Голотов   |
| 2014/15 | Кубок ЄКВ      | 2  | 0 | 2 | 2-6   | 192-204 | 1/16 фіналу       | Сергій Голотов   |
| 2014/15 | Кубок виклику  | 8  | 6 | 2 | 18-6  | 580-447 | 1/2 фіналу        | Сергій Голотов   |
| 2015/16 | Кубок ЄКВ      | 6  | 2 | 4 | 10-13 | 503-531 | 1/4 фіналу        | Сергій Голотов   |
| 2016/17 | Ліга чемпіонів | 2  | 0 | 2 | 4-6   | 184-212 | 2-й кваліф. раунд | Андрій Романович |
| 2016/17 | Кубок ЄКВ      | 3  | 2 | 1 | 8-7   | 303-324 | 1/8 фіналу        | Андрій Романович |
| 2017/18 | Кубок ЄКВ      | 4  | 2 | 2 | 7-7   | 291-287 | 1/8 фіналу        | Андрій Романович |
| 2018/19 | Кубок ЄКВ      | 2  | 1 | 1 | 3-4   | 166-184 | 1/16 фіналу       | Андрій Романович |
| 2019/20 | Ліга чемпіонів | 10 | 2 | 8 | 12-26 | 777-895 | Груповий турнір   | Євген Ніколаєв   |
| 2020/21 | Ліга чемпіонів | 4  | 2 | 2 | 6-7   | 261-291 | 2-й кваліф. раунд | Євген Ніколаєв   |
| 2020/21 | Кубок ЄКВ      | 2  | 0 | 0 | 2     | 145-174 | 1/16 фіналу       | Євген Ніколаєв   |

| Сезон   | Турнір         | Етап            | Суперник                       | 1 гра  | 2 гра | Золотий сет | Примітки             |
| ------- | -------------- | --------------- | ------------------------------ | ------ | ----- | ----------- | -------------------- |
| 2010/11 | Кубок виклику  | 2-й раунд       | «Комунальник» (Могильов)       | 3:0    | 1:3   | 15:9        | [ 6 ]                |
| 2010/11 | Кубок виклику  | 1/16            | «Верт»                         | 0:3    | 3:2   | 15:10       |                      |
| 2010/11 | Кубок виклику  | 1/8             | «Азеррейл» (Баку)              | 0:3    | 0:3   |             |                      |
| 2011/12 | Кубок ЄКВ      | 1/16            | «Роте Рабен» (Вільсбібург)     | 0:3    | 1:3   |             |                      |
| 2011/12 | Кубок виклику  | 1/16            | «Слідрехт Спорт»               | 2:3    | 3:0   | 15:7        |                      |
| 2011/12 | Кубок виклику  | 1/8             | «Кралове Поле» (Брно)          | 2:3    | 3:1   | 10:15       |                      |
| 2012/13 | Кубок ЄКВ      | 1/16            | «Фенербахче» (Стамбул)         | 1:3    | 3:2   | 9:15        | [ 7 ]                |
| 2012/13 | Кубок виклику  | 1/16            | «Гент»                         | 3:0    | 3:0   |             | [ 8 ]                |
| 2012/13 | Кубок виклику  | 1/8             | АЗС «Бєлосток»                 | 3:0    | 3:0   |             |                      |
| 2012/13 | Кубок виклику  | 1/4             | «Вієсті» (Сало)                | 3:1    | 2:3   | 13:15       |                      |
| 2013/14 | Кубок ЄКВ      | 1/16            | «Одегем»                       | 3:2    | 3:1   |             | [ 9 ] [ 10 ]         |
| 2013/14 | Кубок ЄКВ      | 1/8             | «Атлант» (Барановичі)          | 3:0    | 3:0   |             |                      |
| 2013/14 | Кубок ЄКВ      | 1/4             | «Алупроф» (Бельсько-Бяла)      | 3:0    | 0:3   | 15:12       |                      |
| 2013/14 | Кубок ЄКВ      | челлендж- раунд | «Дрезднер»                     | 1:3    | 3:1   | 16:18       |                      |
| 2014/15 | Кубок ЄКВ      | 1/16            | «Імоко Воллей» (Конельяно)     | 1:3    | 1:3   |             | [ 11 ] [ 12 ]        |
| 2014/15 | Кубок виклику  | 1/16            | «Дюдінген»                     | 3:0    | 3:0   |             | [ 13 ]               |
| 2014/15 | Кубок виклику  | 1/8             | «Канті» (Шаффхаузен)           | 3:0    | 3:0   |             |                      |
| 2014/15 | Кубок виклику  | 1/4             | «Стод» (Стейнг'єр)             | 3:0    | 3:0   |             |                      |
| 2014/15 | Кубок виклику  | 1/2             | «Уралочка-НТМК» (Єкатеринбург) | 0:3    | 0:3   |             |                      |
| 2015/16 | Кубок ЄКВ      | 1/16            | «Нант»                         | 2:3    | 3:0   |             | [ 14 ] [ 15 ] [ 16 ] |
| 2015/16 | Кубок ЄКВ      | 1/8             | «Кангасала»                    | 3:1    | 1:3   | 15:12       |                      |
| 2015/16 | Кубок ЄКВ      | 1/4             | «Шверінер» (Шверін)            | 0:3    | 1:3   |             |                      |
| 2016/17 | Ліга чемпіонів | 1/16            | «Динамо» (Краснодар)           | 2:3    | 2:3   |             | [ 17 ] [ 18 ]        |
| 2016/17 | Кубок ЄКВ      | 1/16            | «Тирговіште»                   | 3:2    | 3:2   |             | [ 19 ]               |
| 2016/17 | Кубок ЄКВ      | 1/8             | «Візура» (Белград)             | [ 20 ] | 2:3   |             |                      |
| 2017/18 | Кубок ЄКВ      | 1/16            | «Франш-Монтань» (Сеньлежьє)    | 3:0    | 3:1   |             | [ 21 ] [ 22 ]        |
| 2017/18 | Кубок ЄКВ      | 1/8             | «Палмберг» (Шверін)            | 0:3    | 1:3   |             |                      |
| 2018—19 | Кубок ЄКВ      | 1/16            | «Бекешчаба»                    | 3:1    | 0:3   | 9:15        | [ 23 ] [ 24 ]        |
| 2019/20 | Ліга чемпіонів | 2-й раунд       | «Младост» (Загреб)             | 0:3    | 3:0   | 15:8        | [ 25 ] [ 26 ] [ 27 ] |
| 2019/20 | Ліга чемпіонів | 3-й раунд       | «Оломоуц»                      | 3:2    | 2:3   | 15:13       | [ 28 ] [ 29 ] [ 30 ] |
| 2019/20 | Ліга чемпіонів | група С         | «Ігор Горгондзола» (Новара)    | 0:3    | 0:3   |             | [ 31 ] [ 32 ]        |
| 2019/20 | Ліга чемпіонів | група С         | ЛКС (Лодзь)                    | 2:3    | 1:3   |             | [ 33 ] [ 34 ]        |
| 2019/20 | Ліга чемпіонів | група С         | «Альянц» (Штутгарт)            | 1:3    | 3:1   | 16:18       | [ 35 ] [ 36 ]        |
| 2020/21 | Ліга чемпіонів | 2-й раунд       | «Прометей» (Кам'янське)        | 3:1    | 3:0   |             | [ 37 ] [ 38 ] [ 39 ] |
| 2020/21 | Ліга чемпіонів | 3-й раунд       | «Скандіччі»                    | 0:3    | 0:3   |             | [ 40 ] [ 41 ]        |
| 2020/21 | Кубок ЄКВ      | 1/16            | «Галатасарай» (Стамбул)        | 0:3    | 1:3   |             | [ 42 ] [ 43 ] [ 44 ] |

## Волейболістки
Список спортсменок, які виспупали за «Хімік» у Лізі чемпіонів:
- Катерина Дудник
- Діана Мелюшкина
- Дар'я Дрозд
- Алла Політанська
- Катерина Сільченкова
- Кристина Нємцева
- Інна Молодцова
- Анастасія Крайдуба
- Дарія Степановська
- Аліна Степанчук
- Міна Томич
- Ганна Кириченко
- Тетяна Козлова
- Ольга Скрипак
- Катерина Фролова
- Юлія Бойко
- Кез Браун
- Аніта Сінгх
- Оксана Яковчук
- Дар'я Великоконь
- Юлія Микитюк
- Анастасія Маєвська
- Євгенія Хобер
- Тайнара Еммель
- Джасмін Снід

## Досягнення
- Чемпіонат України
  -  Чемпіон (9): 2011, 2012, 2013, 2014, 2015, 2016, 2017, 2018, 2019
  -  Срібний призер (2): 2021, 2022

- Кубок України
  -  Володар (7): 2014, 2015, 2016, 2017, 2018, 2019, 2020
  -  Фіналіст (4): 2011, 2012, 2021, 2022

- Переможець чемпіонату України серед команд першої ліги (2003, 2005)
- Переможець чемпіонату України серед команд вищої ліги (2009)